# Rubén Botta
Rubén Alejandro Botta Montero (ur. 31 stycznia 1990 w San Juan) – argentyński piłkarz występujący na pozycji pomocnika w meksykańskim klubie Pachuca. Posiada także włoskie obywatelstwo.

## Kariera klubowa
Botta rozpoczął swoją karierę w juniorskiej drużynie Boca Juniors, skąd na początku 2008 roku przeniósł się do Tigre. Rok później włączono go do kadry pierwszego zespołu, w którym zadebiutował 22 marca 2009 roku podczas zremisowanego 0:0 spotkania z Boca Juniors.
W kwietniu 2013 roku Botta ustalił warunki kontraktu z Interem Mediolan, jednak przed rozpoczęciem sezonu 2013/14 trafił do Livorno. W styczniu 2014 roku został ściągnięty do Interu, w którego barwach zadebiutował 9 stycznia w przegranym 0:1 spotkaniu Pucharu Włoch z Udinese Calcio. 4 dni później rozegrał pierwsze spotkanie w Serie A, gdy w 88. minucie zremisowanego 1:1 meczu z Chievo zmienił na boisku Hugo Campagnaro.
26 sierpnia 2014 roku oficjalna strona Chievo Werona poinformowała o wypożyczeniu z Interu Botty oraz Ezequiela Schelotto. W nowych barwach zadebiutował 14 września tego samego roku, zmieniając Valtera Birsę w 69. minucie wygranego 1:0 spotkania z SSC Napoli.
7 lipca 2015 roku Botta został graczem meksykańskiego klubu CF Pachuca. Pierwszy mecz w nowych barwach rozegrał 26 lipca tego samego roku, wychodząc w podstawowym składzie na wygrany 2:1 mecz ligowy z Club Tijuana. 12 sierpnia podczas przegranego 3:4 spotkania ligowego z CF Monterrey zdobył swoją pierwszą bramkę na meksykańskich boiskach.

## Statystyki kariery
(aktualne na dzień 29 sierpnia 2015)
| Klub               | Sezon              | Liga               | Liga  | Liga   | Puchar kraju | Puchar kraju | Puchar kontynentu | Puchar kontynentu | Suma  | Suma   |
| Klub               | Sezon              | Liga               | Mecze | Bramki | Mecze        | Bramki       | Mecze             | Bramki            | Mecze | Bramki |
| ------------------ | ------------------ | ------------------ | ----- | ------ | ------------ | ------------ | ----------------- | ----------------- | ----- | ------ |
| Tigre              | 2008/09            | Primera División   | 2     | 0      | –            | –            | –                 | –                 | 2     | 0      |
| Tigre              | 2009/10            | Primera División   | 9     | 0      | –            | –            | 0                 | 0                 | 9     | 0      |
| Tigre              | 2010/11            | Primera División   | 23    | 0      | –            | –            | –                 | –                 | 23    | 0      |
| Tigre              | 2011/12            | Primera División   | 7     | 0      | 0            | 0            | –                 | –                 | 7     | 0      |
| Tigre              | 2012/13            | Primera División   | 19    | 4      | 0            | 0            | 17                | 6                 | 36    | 10     |
| Livorno            | 2013/14            | Serie A            | 0     | 0      | 0            | 0            | –                 | –                 | 0     | 0      |
| Inter Mediolan     | 2013/14            | Serie A            | 10    | 0      | 1            | 0            | 0                 | 0                 | 11    | 0      |
| Chievo (wyp.)      | 2014/15            | Serie A            | 21    | 0      | 0            | 0            | –                 | –                 | 21    | 0      |
| Pachuca            | 2015/16            | Liga MX            | 6     | 1      | 1            | 0            | –                 | –                 | 7     | 1      |
| Ogólnie w karierze | Ogólnie w karierze | Ogólnie w karierze | 97    | 5      | 2            | 0            | 17                | 6                 | 116   | 11     |